# Stadion Minyuan
Stadion Minyuan (chiń. 民园体育场; pinyin Mínyuán Tǐyùchǎng) – wielofunkcyjny stadion, który znajdował się w mieście Tiencin, w Chinach.

## Historia
Do powstania stadionu przyczynił się Eric Liddell, który urodził się w Tiencinie i po zakończeniu krótkiej, błyskotliwej kariery sportowej powrócił do Chin aby pracować jako misjonarz. Podobno projekt wzorowany był na londyńskim Stamford Bridge, na którym znajdowała się ulubiona bieżnia Liddella podczas jego pobytu w Wielkiej Brytanii. Stadion powstał przy ówczesnej Cambridge Road, przy której mieszkał Liddell.

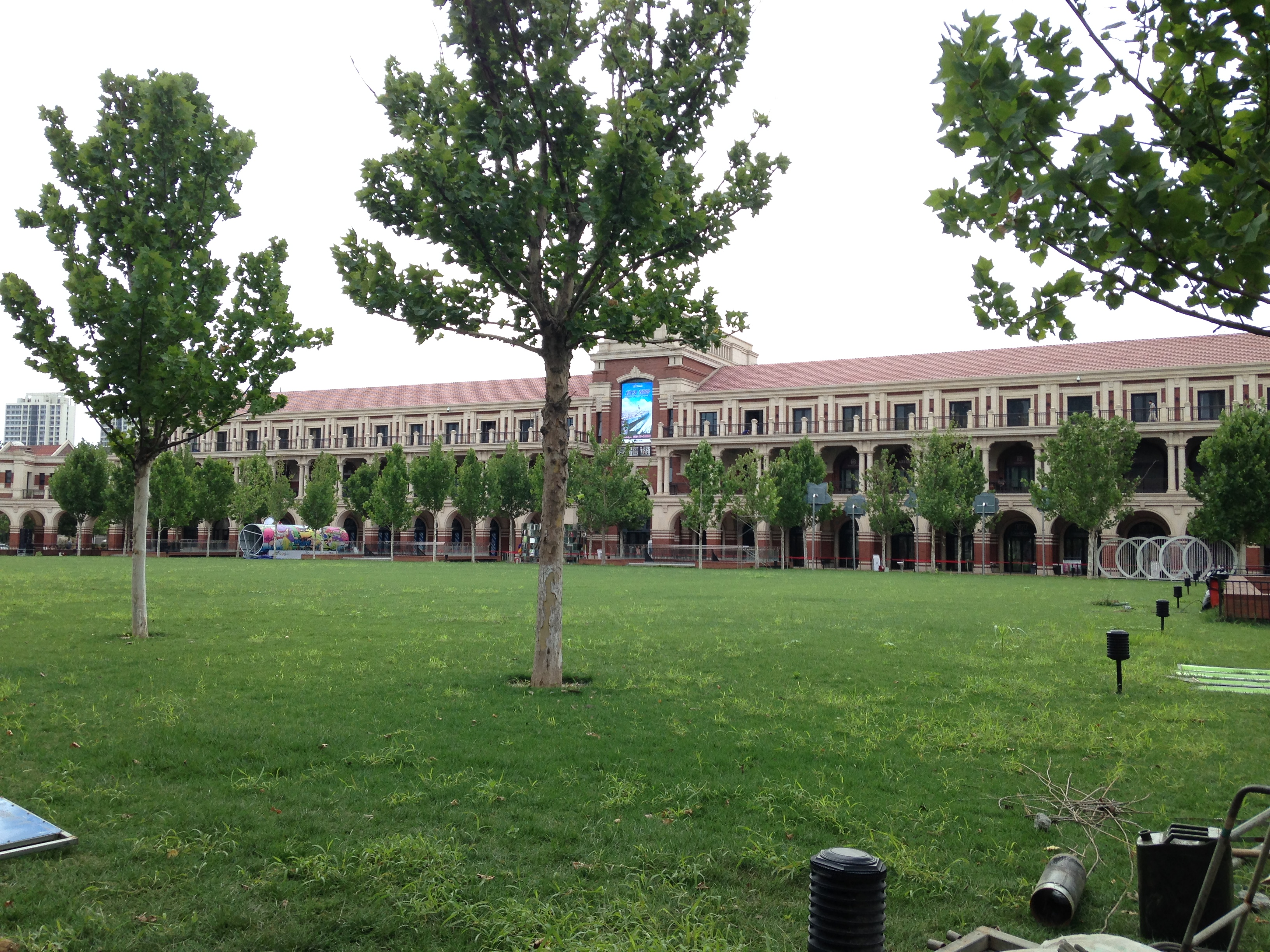
Wnętrze Minyuan Plaza, 2016.

W 2012 roku stadion został zburzony i na jego miejscu powstał kompleks rozrywkowo-usługowy Minyuan Plaza (otwarty w 2014), w miejscu dawnej płyty boiska znajduje się skwer z ogólnodostępną bieżnią.